# اینچه‌برون
اینچه‌بُرون شهری مرزی در شهرستان گنبد کاووس، استان گلستان است. این شهر مرکز بخش داشلی‌برون است. جمعیت این شهر در سرشماری سال ۱۳۸۵ برابر با ۵٫۸۷۴ نفر بوده‌است.

## وجه تسمیه
با توجه به اینکه این شهر در یک منطقهٔ شوره‌زار قرار دارد و زمین‌های اطراف آن تحت تأثیر سیلاب‌های فصلی رودخانهٔ اترک است، ازاین‌رو این شهر بر باریکهٔ تپه قرار دارد که به زبان محلی به آن اینچه‌برون می‌گویند، که اینچه و برون به ترتیب به معنی باریک و دماغه است. در زمان‌های قدیم اُتراق‌گاه مسافران خیوه و استرآباد بوده‌است.

## مردم
ساکنین اینچه‌برون ترکمن از طایفه یموت و مانند بیشتر ترکمن‌ها مسلمان سنی و حنفی مذهب هستند.
مردم اینچه‌برون به کشاورزی و دامداری و تجارت چمدانی در گمرک اینچه برون مشغول هستند.

## جغرافیا
اینچه برون در شمال استان گلستان و در مرز کشور ترکمنستان قرار دارد. بازارچه مرزی اینچه برون مهم‌ترین عامل تردد و جاذبه گردشگری به این شهر کوچک است. تالاب‌های آلماگل و آلاگل از نقاط دیدنی آن است.
زمین‌های اطراف اینچه‌برون بیشتر شوره‌زار است. تالاب آلاگل دریاچه بزرگ آب شوری است که در کنار این شهر قرار دارد که از رودخانه اترک تغذیه می‌گردد.
قطار مسافری گرگان-اینچه‌برون در تاریخ ۱۳ مرداد ۱۳۹۴ با حضور اسحاق جهانگیری معاون اول رئیس‌جمهور وقت افتتاح شد. این قطار ۳۳۶ صندلی اتوبوسی داشته و سرعت آن ۱۲۰ کیلومتر در ساعت است.

## کشاورزی و شیلات
در این شهرستان کشت گندم و جو و شالیکاری رونق دارد.
به گزارش پایگاه اطلاع‌رسانی شیلات گلستان سابقه پرورش ماهی بi خصوص ماهیان گرم آبی در منطقه اینچه برون به سال ۱۳۶۴ برمی‌گردد و بزرگ‌ترین مزرعه پرورش ماهی به مساحت بیش از ۱۰۰ هکتار در منطقه واقع شده‌است.

## دلیل شهرت
- اهمیت سوق‌الجیشی اینچه‌برون مربوط به استقرار اولین گردان روس است که از طریق آن تسخیر و محاصره ترکمنستان میسر شد.
- اینچه‌برون محل اصلی وقوع حوادث رمان هفت جلدی آتش بدون دود مهم‌ترین اثر نادر ابراهیمی است.
- راه‌آهن گرگان - اینچه‌برون به طول ۸۸ کیلومتر ایران را به کشور روسیه، کشورهای مستقل همسود و چین متصل می‌کند.[۳]